# Stipa barbata
Stipa barbata är en gräsart som beskrevs av René Louiche Desfontaines. Stipa barbata ingår i släktet fjädergrässläktet, och familjen gräs. Inga underarter finns listade i Catalogue of Life.